# Orchestre philharmonique de Monte-Carlo
 (septembre 2024).
 (septembre 2024).
Si vous disposez d'ouvrages ou d'articles de référence ou si vous connaissez des sites web de qualité traitant du thème abordé ici, merci de compléter l'article en donnant les références utiles à sa vérifiabilité et en les liant à la section « Notes et références ».
L'Orchestre philharmonique de Monte-Carlo (souvent abrégé en OPMC) est l'orchestre symphonique de Monaco, fondé en 1856.

## Historique
Son nom provient du quartier de Monaco où il a vu le jour : Monte-Carlo. Héritier d'un glorieux passé, l'orchestre continue d'être l'un des fleurons culturels de la principauté sous la direction actuelle de Kazuki Yamada.
L'orchestre a été fondé en 1856 et donne son premier concert le 14 décembre 1856, à la « Maison de jeux » de Monaco (le futur casino de Monte-Carlo), avec une quinzaine de musiciens sous la direction du chef d'orchestre et compositeur Alexandre Hermann. Rejoints au fil des ans par d'autres artistes venus de Paris, ils se désignent alors sous le nom d'Orchestre du nouveau cercle des étrangers. En 1874, l'effectif passe à 70 musiciens.
En 1953, l'orchestre prend le nom d'Orchestre national de l'Opéra de Monte-Carlo par ordonnance du prince Rainier III. Son nom actuel de philharmonique lui sera donné en 1980 par une nouvelle ordonnance du prince monégasque.
De nos jours, la plupart des concerts de l'orchestre sont donnés à l'auditorium Rainier III, mais aussi dans la Salle des Princes du Grimaldi Forum et en formation plus réduite, à la Salle Garnier de l'Opéra de Monte-Carlo. De même, l'OPMC participe au Printemps des Arts de Monte-Carlo, festival de musique annuel de la principauté. Il assure également la plupart des productions lyriques de l'Opéra de Monte-Carlo et de la compagnie des Ballets de Monte-Carlo. 
Depuis 1959, S.A.S. le Prince de Monaco accueille chaque été l'Orchestre dans la cour d'Honneur de son palais, pour les célèbres « Concerts au Palais Princier ».

## Plus de 160 ans de grandes dates
Depuis sa création en 1856, l'Orchestre occupe une place de choix dans le monde musical international. 
Grâce à sa capacité de savoir conjuguer tradition et modernité, il joue un rôle de premier plan dans l’interprétation des œuvres symphoniques du grand répertoire, le renouveau des œuvres rares et contemporaines et la création lyrique et chorégraphique. Depuis la fin du XIXe siècle, on ne compte plus le nombre de "Premières mondiales" créées à Monte-Carlo, et les grands compositeurs, tels que Massenet, Puccini, Ravel, Mascagni, Fauré, Franck, Honegger, Ibert, Lalo, Milhaud, Poulenc, Satie, ont trouvé dans l'Orchestre Philharmonique l'interprète idéal. 
La musique contemporaine a toujours été présente dans les saisons de l'OPMC, avec entre autres, Henze, Dutilleux, Paart, Lutoslawski, Penderecki, Holliger, Ligeti, Takemitsu, Eötvös, Amy, Mainz, Hurel. Se sont succédé, sous des appellations différentes, Chef permanent - Chef titulaire - Premier chef invité - Directeur Musical - Directeur Artistique et Musical, de 1856 à nos jours : Alexandre Hermann, Eusèbe Lucas, Léon Jehin, Louis Ganne, Marc César Scotto, Victor de Sabata, Paul Paray, Henri Tomasi, Louis Frémaux, Edouard van Remoortel, Igor Markevitch, Lovro von Matacic, Lawrence Foster, James DePreist, Marek Janowski, Yakov Kreizberg et Gianluigi Gelmetti.
Depuis la saison 2016-2017, Kazuki Yamada est le Directeur Artistique et Musical de l’Orchestre Philharmonique de Monte-Carlo.
Parmi les plus grandes gloires du passé il y a les chefs invités, A. Toscanini, W. Furtwängler, R. Strauss, B. Walter, D. Mitropoulos, E. Kleiber, A. Cluytens, G. Marinuzzi, Sir T. Beecham, C. Schuricht, K. Ančerl, Ch. Münch, E. Jochum, L. Stokowski, Sir. J. Barbirolli, P. Klecki, G. Szell; plus récemment L. Bernstein, C.-M. Giulini, R. Kubelik, Sir George Solti, W. Sawallisch, K. Sanderling, G. Prêtre, L. Maazel, K. Kondrachine, Ch. von Dohnanyi, Z. Mehta, G. Rojdestvenski, Y. Temirkanov, ainsi que tous les grands chefs d'orchestre actuels.
Des événements extraordinaires ont marqué l'histoire de l'OPMC, comme l'intégrale des concertos de Bartók, par Zoltán Kocsis, le "Requiem" de Berlioz, au Dom de Berlin, et au Grimaldi Forum, les GurreLieder de Schoenberg au Grimaldi Forum, puis à la Philharmonie de Berlin, avec le Rundfunk Sinfonie Orchester Berlin, le Rundfunkchor Berlin, le Mitteldeutscher Rundfunkchor Leipzig. 
L'orchestre est régulièrement invité par les grands festivals, Aix-en-Provence, Paris, Prague, Grenade, Strasbourg, Montreux, Vienne, Orange, Dresde, Bonn, Leipzig, Ankara, Athènes, Bad Kissingen, Bonn, Dublin, Lisbonne, Lyon, Rheingau, La Roque d’Anthéron. Il effectue également de nombreuses tournées à l'Etranger (Autriche, Allemagne, Belgique, Chine, Corée du Sud, Espagne, Etats-Unis, Grande-Bretagne, Italie, Japon, Suisse).

## Directeurs musicaux successifs depuis 1928
- Paul Paray (1928–1933)
- pas de directeur musical (1933–1947)
- Henri Tomasi (1946–1947)
- pas de directeur musical (1947–1956)
- Louis Frémaux (1956–1965)
- Édouard van Remoortel 1965-1967
- Igor Markevitch (1967–1972)
- Lovro von Matačić (1972–1979)
- Lawrence Foster (1980–1990)
- Gianluigi Gelmetti (1990–1992)
- James DePreist (1994–1998)
- Marek Janowski (2000–2005)
- Yakov Kreizberg (directeur artistique depuis le 1er janvier 2008, directeur musical de septembre 2009 jusqu'à son décès, le 15 mars 2011)
- Gianluigi Gelmetti (2012-2016)
- Kazuki Yamada (2016-aujourd'hui)

## Le label "OPMC Classics"
L’automne 2010 a vu le lancement du label “OPMC Classics” de l’Orchestre Philharmonique de Monte-Carlo. 
Cinq disques ont été édités sous la direction de Yakov Kreizberg, avec des œuvres de Stravinsky, Rimsky-Korsakov, Ravel, Debussy, Moussorgsky, Chostakovitch et Mahler. Ces différents disques se sont vus décerner de nombreux prix par la presse musicale. Sous la direction de Gianluigi Gelmetti, ont été édités un hommage à Léo Ferré (Symphonie interrompue et la Chanson du mal-aimé), un disque consacré à Giuseppe Verdi et, à l'occasion du 30e anniversaire du Printemps des Arts de Monte-Carlo, des œuvres contemporaines de G. Amy, P. Maintz et P. Hurel (direction Jean Deroyer, baryton Otto Katzameier).
La politique d’enregistrement se poursuit avec Kazuki Yamada, avec quatre enregistrements déjà parus : la Symphonie fantastique de Berlioz, le Requiem de Fauré, les symphonies n° 1 et 3 de Mendelssohn, la Symphonie alpestre de Strauss.  

## Les partenaires
Placé sous la présidence de S.A.R. la Princesse de Hanovre, l’Orchestre Philharmonique de Monte-Carlo bénéficie du soutien et des encouragements de S.A.S. le Prince Albert II. L’Orchestre, l’assurant de toute sa confiance et de toute son estime, poursuit dans la voie qui est la sienne : préserver son authenticité tout en se tournant résolument vers l’avenir, grâce à une politique dynamique qu’encourage le Gouvernement Princier et poursuivre son engagement dans la vie de la Principauté.
L‘Orchestre Philharmonique de Monte-Carlo bénéficie du soutien du Gouvernement Princier, de la Société des Bains de Mer et de l’Association des Amis de l’Orchestre.

## Site officiel
Le site officiel www.opmc.mc répertorie l'ensemble de l’Orchestre, les musiciens et l'administration, des informations sur le directeur artistique et musical; également les anciennes saisons musicales ainsi que le détail et la possibilité d'achat de la saison musicale en cours; les fiches de concours de recrutement et les contacts de l'Orchestre. 
L'OPMC est également présent sur les réseaux sociaux : Facebook, X, Instagram et Linkedin. 